# Sylvie Parera
Sylvie Parera (Rabat, 8 dicembre 1960) è una modella francese, vincitrice del titolo di Miss Marsiglia 1978 e Miss Francia 1979.
È stata incoronata il 31 dicembre 1978 presso l'Hôtel Nikko di Parigi. In seguito ha rappresentato la Francia sia a Miss Universo 1979 che a Miss International 1980.